# Gare de Riedseltz
Gare de Riedseltz vasútállomás Franciaországban, Riedseltz településen.

## Vasútvonalak
Az állomást az alábbi vasútvonalak érintik:
- Vendenheim–Wissembourg-vasútvonal

## Kapcsolódó állomások
A vasútállomáshoz az alábbi állomások vannak a legközelebb:
- Gare de Wissembourg
- Gare de Hunspach